# Villa Riachuelo

Lage von V. Riachuelo in Buenos Aires

Villa Riachuelo ist der südlichste Stadtteil der argentinischen Hauptstadt Buenos Aires.
Er hat knapp 15.000 Einwohner (Stand von 2001) auf einer Fläche von 4,1 km² und gehört damit zu den schwächer besiedelten Stadtteilen. Villa Riachuelo wird begrenzt durch die Straßen Avenida Lisandro de la Torre, Calle José Barros Pazos, Avenida General Paz, Avenida 27 de Febrero, Calle Escalada und Avenida Coronel Roca. Villa Riachuelo gehört zur Comuna C8.

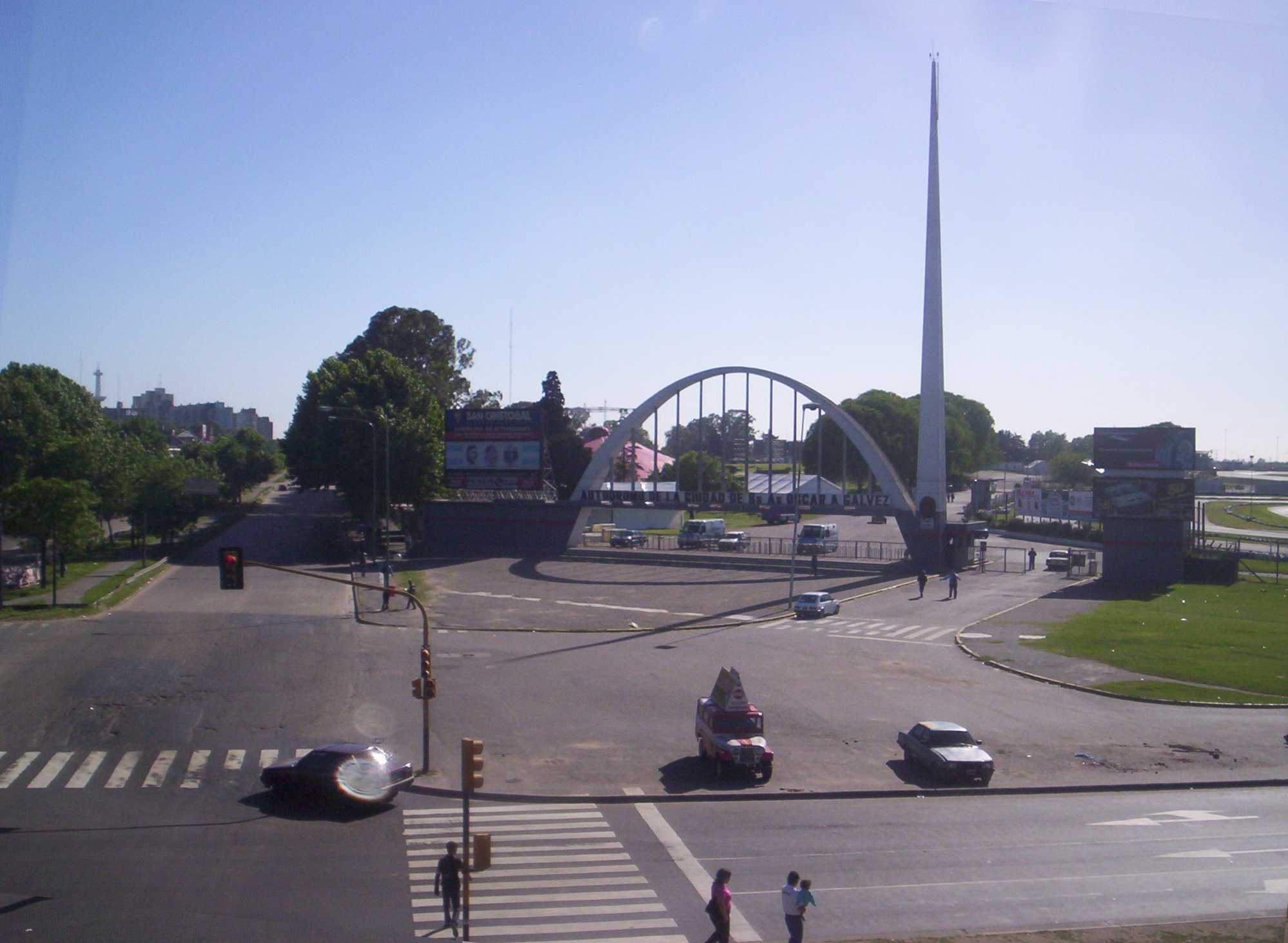
Autodromo O. A. Gálvez

In Villa Riachuelo liegen das Autódromo Municipal de la Ciudad de Buenos Aires (Autódromo Oscar Alfredo Gálvez) und der Lago de Regatas, der auch für Wassersport-Wettkämpfe genutzt wird. Es gibt zwei Sportvereine: die Asociación Cultural y Deportiva „El Ideal“ und den Lugano Fútbol Club.
In der Avenida Francisco Fernández de la Cruz 6380 befindet sich das „Centro Cultural Saladiyo“, das örtliche Kulturzentrum.